# Телевидение в Алжире

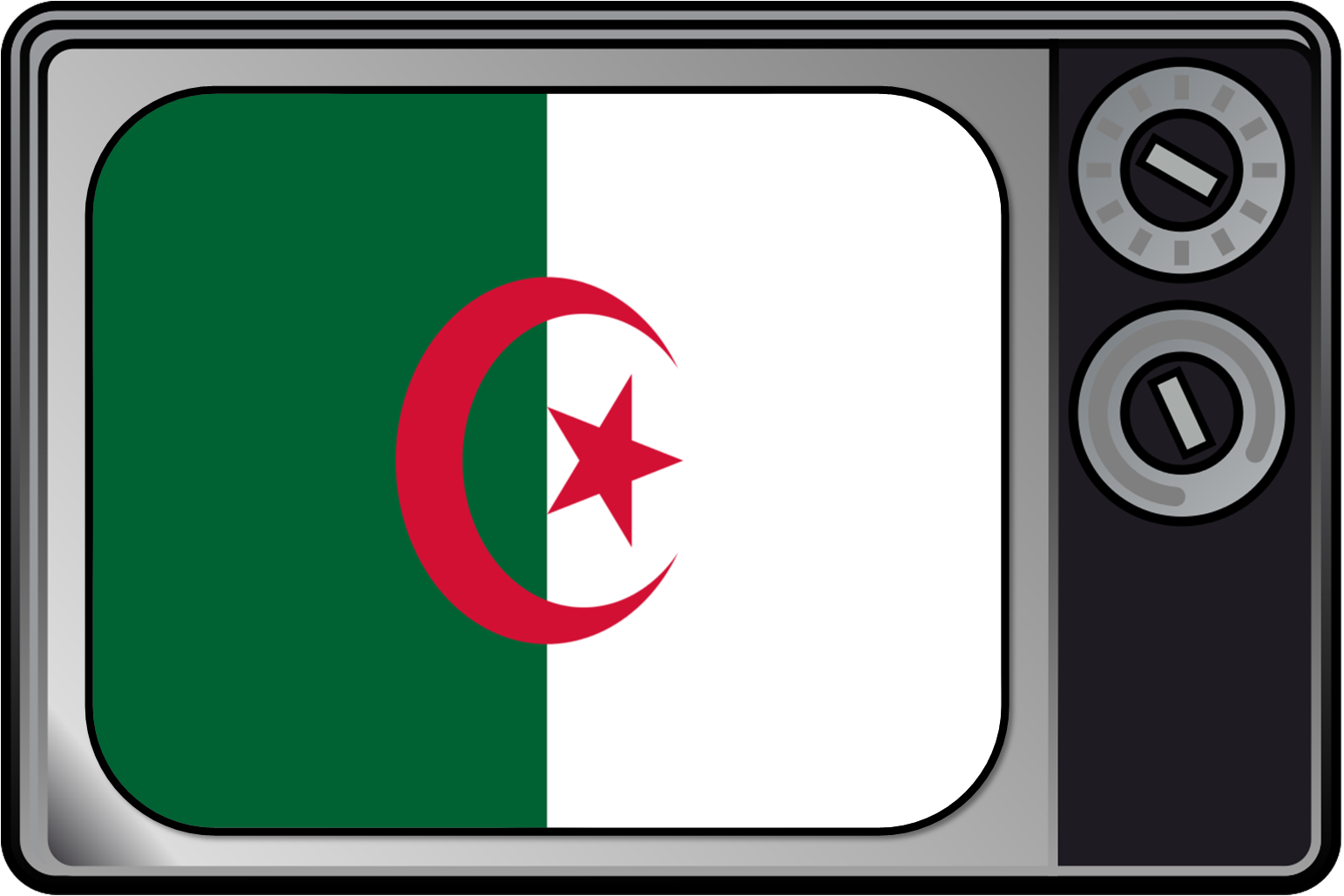

Телевидение в Алжире было запущено 24 декабря 1956 года. После обретения независимости общественное телевидение официально появилось 28 октября 1962 года с созданием Алжирского радио и телевидения (RTA), пришедшего на смену «Radiodiffusion télévision algérienne» (RTF). Его статус был изменен в 1986 году, а затем в 1991 году.
В 1963 году был создан первый алжирский телеканал — RTA. Только в 2014 году открытие частных каналов было разрешено законом, но в настоящее время они вещают из-за границы.
В период с 1994 по 2020 годы были созданы четыре других общественных канала, которые и вешали программы наземного канала.

## История

### Колониальный период
После завоевания Алжира французская колониальная армия привезла печатный станок для печати первой газеты, «L’Estafette d’Alger», чтобы способствовать расширению контроля колониальной армией территории Алжира. В 1932 году она была заменена другой еженедельной газетой «Le Moniteur Algerien», которая считалась официальным голосом французской колониальной администрации в Алжире.
Французские власти поощряли поселенцев выпускать свои собственные газеты в крупнейших городах Алжира для защиты своих интересов и открывали другие газеты, ориентированные на местное население, например, «Le Messager» (1848—1928), который выходил два раза в месяц в двух версиях: французский и арабский. На тот момент это была третья газета в арабском мире.
Газеты, издаваемые алжирцами, особенно на арабском языке, характеризовались недолгим сроком службы из-за отсутствия финансирования, но, что более важно, из-за закона 1895 года, запрещавшего публикацию любых газет на иностранном языке, поскольку закон 1838 года определял арабский как иностранный язык.
По утверждению историка Али Мерада, исламская пресса (или пресса коренных народов) в Алжире символизировали формирование гражданского общества. Это частично заменило отсутствие политических партий, распространяя реформистские идеи в местном сообществе. Появление этой прессы можно рассматривать как отражение изменений в социальной и культурной структуре алжирского общества в период французского колониального правления, которое привело к созданию новой элиты, состоявшая из двух категорий. Во-первых, городская молодежь, верная французской культуре, работала в качестве административных агентов или служащих в таких секторах, как образование, медицина, судебная система и перевод. Вторая категория — это арабизированная элита, учителя религиозных школ, имамы и судьи, верящие в арабскую культуру. Они сыграли решающую роль в подъеме местной прессы. Эти две категории фактически не были разделены, и обе помогли запустить местную прессу, но страх перед ее воздействием привел к тому, что колониальные власти заблокировали ее расширение и развитие.
Партии национального движения, которые были сформированы в начале двадцатого века, использовали газеты для продвижения своих реформистских идей о равных правах между алжирцами и французами и для возрождения культурных, языковых и религиозных компонентов алжирской нации, а также для требовать национальной независимости. Фронт национального освобождения (ФНО) в своей освободительной борьбе опирался на средства массовой информации, 22 июня 1956 года создав газету «Эль-Муджахид» в качестве официального голоса ФНО.
16 декабря 1956 года ФНО по радио запустило «Голос сражающегося Алжира». Эта станция изменила отношение алжирцев к радиовещанию. Как заметил Франц Фанон, радио в колониальную эпоху изначально предназначалось для европейцев и воспринималось как инструмент, с помощью которого они оказывали культурное давление на людей, находящихся под колониальным господством . Поэтому его аудитория среди алжирцев была очень ограниченной. Тем не менее, вооруженная революция превратила радио в инструмент освобождения, который помог объединить алжирскую аудиторию в одну нацию.

### Период независимости
После обретения независимости в 1962 году, Алжир создал свою радио- и телекомпанию, воспользовавшись тем, что было унаследовано от французской радио- и телекомпании. Радио и телевидение были лучшими средствами мобилизации алжирцев вокруг целей революции из-за высокого процента неграмотности в стране, который в этот период составлял 85 %. Общественная радиокомпания запустила 50 местных станций в дополнение к трем национальным станциям на арабском, тамазигхтском и французском языках. Была также создана международная (вещающую на арабском, французском, английском и испанском языках) и другие станции, посвященные культуре, религии и молодежи.
До 1994 года в Алжире был только один телеканал, когда был создан франкоязычный канал «Canal Algerie», который начал вещание на алжирскую общину в Европе и Северной Америке. В 2001 году канал «Algeria 3» запустил программы для алжирской аудитории, проживающей в арабских странах. 18 марта 2009 года были открыты два других канала, канал на тамазигхтском языке и канал «Holy Qur’an», чтобы «защитить» алжирских зрителей от религиозных экстремистских высказываний, пропагандируемых некоторыми иностранными спутниковыми каналами.
Рост числа государственных радиостанций и телеканалов был вызван конкуренцией со стороны иностранных телеканалов и радиостанций, а также получением финансовой поддержки за счет увеличения доходов от нефти, которая составляет основу национальной экономики Алжира.

#### Публичные каналы
Первый телеканал является ответвлением Французского радио и телевидения (RTF), созданного в Алжире в 1956 году и вещавшего на французском и арабском языках. В частности, телевизионный выпуск новостей вел известный французский журналист Жан-Пьер Элькабах.
После запуска первого передатчика 24 декабря 1956 года, второго 22 февраля 1958 года, первого в Оране 17 декабря 1958 года, а в январе 1960 года еще одного на вершине Хреи для широкого распространения, а затем, наконец, последнего в Константине 25 октября 1960 года, чем и завершилось развитие французского телевидения в Алжире.

#### Частные каналы
Хотя за открытие аудиовизуальной отрасли проголосовали только в 2014 году, с 2002 года было создано несколько спутниковых каналов, нацеленных на жителей страны. Их количество резко возросло с 2011 года, но ни один из них не транслируется по беспроводной сети.
Первым был «Khalifa TV», который вещал из Франции с 12 сентября 2002 года по 14 марта 2003 года, затем из Лондона с 24 февраля 2004 года по 15 марта 2005 года.

### Телевидение в период Арабской весны
Опасаясь, что события арабских восстаний распространятся на Алжир и будут способствовать предвыборной кампании Абдель Азиза Бутефлика на четвертый президентский срок, отделение алжирского режима в 2012 году открыла телеканалы, которые транслировались только из-за пределов Алжира. За три года количество этих «гибридных легальных» каналов подскочило до 45. Частное телевидение транслируется в такой неформальной форме с 2012 года. В 2013 году власти Алжира только пяти из этих каналам (Ennahar TV, Echourouk TV, Dzair TV, El Djazairia One, и Hogar TV) предоставили лицензию на работу с ежегодным возобновляемым сроком. Даже сегодня эти пять каналов продолжают функционировать как офисы иностранных каналов, а не как алжирские каналы, и поэтому алжирские СМИ называют их «офшорными каналами». Более того, правительство закрывает глаза на деятельность других телеканалов, вещающих из-за границы. Однако, если какой-либо канал выступает против правящего политического режима, его оборудование подвергнется конфискации, а вся деятельность будет запрещена под предлогом отсутствия у канала законной лицензии, что произошло с «Atlas TV» в 2014 году и «Al Watan TV» в 2015 году.